# Jagdpanther
El Jagdpanther fue un cazacarros, construido por Alemania durante la Segunda Guerra Mundial, basado en el chasis del Panther.

## Desarrollo
A finales de 1942 se ordenó el diseño de un cazacarros pesado basado en el cañón PaK 43 de 88 mm y en el chasis del Panther, con el nombre de SdKfz 173. La producción comenzó a mediados de 1944, al mismo tiempo que Adolf Hitler especificaba el nombre Jagdpanther (pantera cazadora).
Para acomodar el cañón, los laterales del Panther original fueron extendidos para proporcionar un interior espacioso, mientras que se mantenía un perfil bajo. Tanto el Panther Ausf. G y el Jagdpanther tenía el blindaje lateral inclinado para mejorar su efectividad y armonizar la producción.
Estaba armado con una versión anticarro del cañón de 88 mm del Tiger II de la misma longitud y una ametralladora MG34 de 7,92 mm en la parte frontal del chasis. A pesar del movimiento transversal limitado del cañón, el Jagdpanther estaba considerado como una buena máquina. El motor le daba una buena relación peso-potencia resultando un rendimiento bueno en el campo de batalla, y su arma podía destruir cualquier vehículo blindado enemigo. Su perfil bajo le permitía camuflarse fácilmente.
Todas estas características hacían del Jagdpanther un enemigo temido, especialmente cuando operaba en posiciones defensivas. Debido a que estaba basado en el chasis del Panther, el vehículo no sufría demasiadas complicaciones mecánicas.
Se pueden distinguir dos variantes, una con una banda de acero soldada alrededor del mantelete del cañón, y otra con la banda remachada. Esta última versión estaba equipada con el cañón PaK 43/4. Los primeros Jagdpanther tenían dos aperturas de visión para el conductor, mientras que las versiones posteriores solo una.

## Producción

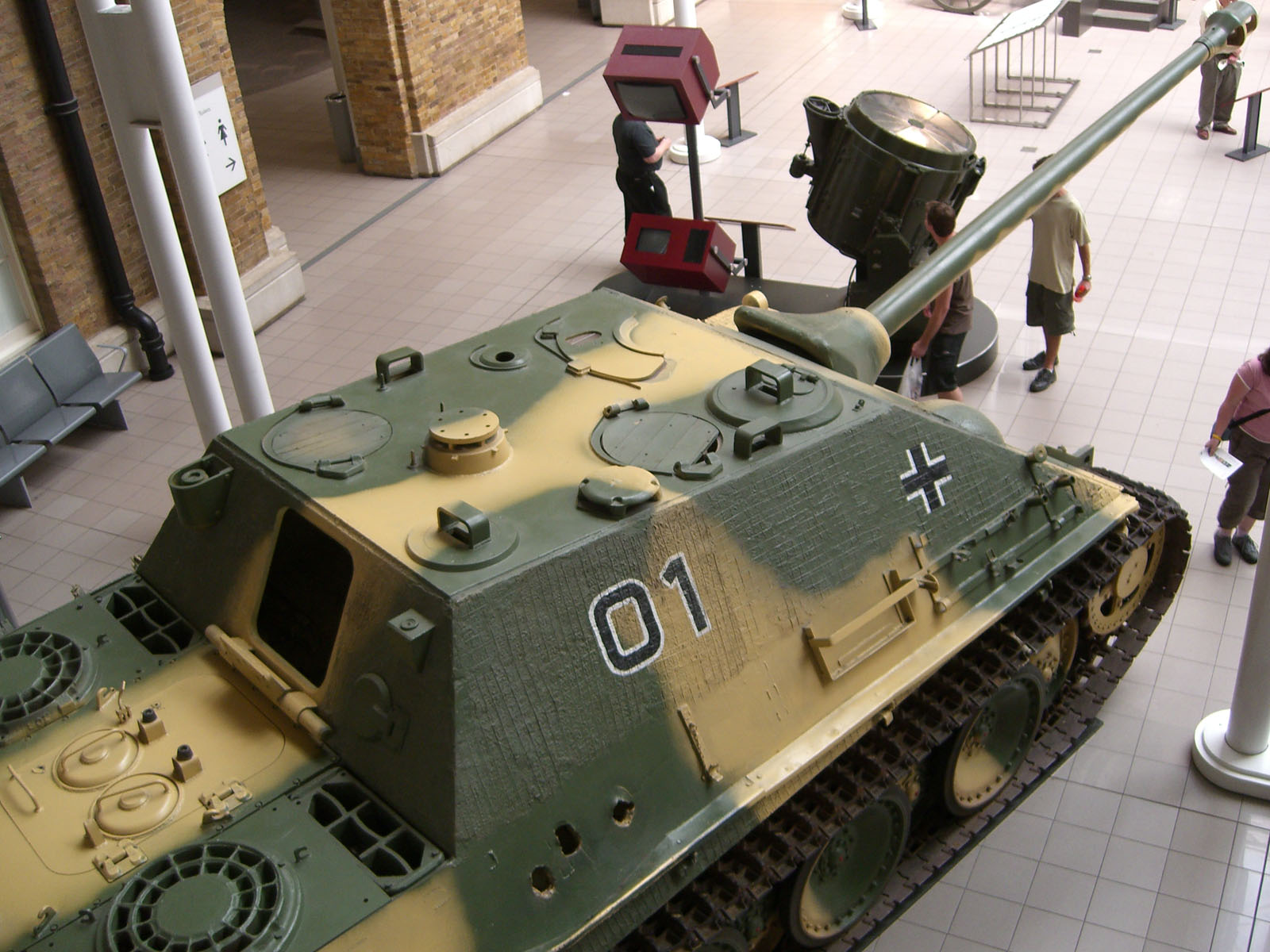
Jagdpanther en el Museo Imperial de la Guerra.

Se fabricaron unas 415 unidades en 1944 y 1945. Sirvieron en los batallones de cazacarros pesados y principalmente en el Frente Oriental.
En el Frente Occidental, en un principio había pocas unidades durante la Batalla de Normandía, donde el 654.º Batallón Pesado Anticarro (Schwere Panzerjäger-Abteilung) desplegó una docena de Jagdpanther contra unidades británicas, pero más tarde, se encontraron en cantidades significativas en la Batalla de las Ardenas.

## Actualidad
En la actualidad, se pueden ver algunos Jagdpanther en el Imperial War Museum de Londres, en el Panzer Museum Munster de Munster, en el United States Army Ordnance Museum de Aberdeen y en Kubinka Rusia.

### En español
- Documentos originales relacionados con el "Jagdpanther" (en español y alemán)
- Jagdpanther Sd Kfz 173
- Jagdpanther, desarrollo, producción y características

### En inglés
- Panzerjäger V Jagdpanther en Achtung Panzer!
- Jagdpanther en Panzerworld
- Jagdpanther en AFV

- Datos: Q155756
- Multimedia: Jagdpanther / Q155756